# Xã Sidney, Quận Fremont, Iowa
Xã Sidney (tiếng Anh: Sidney Township) là một xã thuộc quận Fremont, tiểu bang Iowa, Hoa Kỳ. Năm 2010, dân số của xã này là 1.741 người.